# Mala Suha, Vogel
Mala Suha je hudourniški potok, ki svoje vode nabira v severnem ostenju pogorja Vogel nad južno obalo Bohinjskega jezera. V Bukovški dolini se združi s hudournikom Velika Suha, od koder tečeta pod skupnim imenom Suha, ki se v naselju Ribčev Laz v Bohinju kot desni pritok izliva v Savo Bohinjko.